# NGC 1941
NGC 1941 ist die Bezeichnung eines Emissionsnebels im Sternbild Dorado. 
Das Objekt wurde am 20. Dezember 1835 von dem britischen Astronomen John Herschel entdeckt.